# یونس کریمی
 یونس کریمی (زاده ۱۴ فروردین ۱۳۰۸ - درگذشت ۲۳ آبان ۱۳۸۸ مشهد)، پزشک ایرانی و رییس بخش اپیدمیولوژی انستیتو پاستور ایران بود.
وی فرزند خانواده‌ای‌ از مهاجران آذربایجانی بود که بعد از تصرف شهر باکو در سالهای آخر جنگ جهانی اول از طریق دریای مازندران به ایران کوچ کرده بودند و‌ در روستای مرزی لطف آباد به دنیا آمد. دوره  پزشکی را در دانشگاه مشهد وتهران گذراند و بعد از گرفتن تخصص عفونی به استخدام انستیتو‌پاستور ایران در آمد و برای گذراندن دوره های تکمیلی به پاریس رفت. سالها به همراه تیم اپیدمیولژی انستیتو پاستور و‌ به سرپرستی پروفسور بالتازار در روستای اکینلو‌همدان بیمارهای مبتلا به طاعون را شناسایی و درمان میکردند و کانونهای خفته طاعون را در منطقه جستجو و مشخص می نمودند.

او برای تدوین کتاب طاعون و همه‌گیری‌شناسی آن در سال ۱۳۵۶ برندهٔ جایزه سلطنتی کتاب سال شد.